# Rajdowe Mistrzostwa Europy 1966

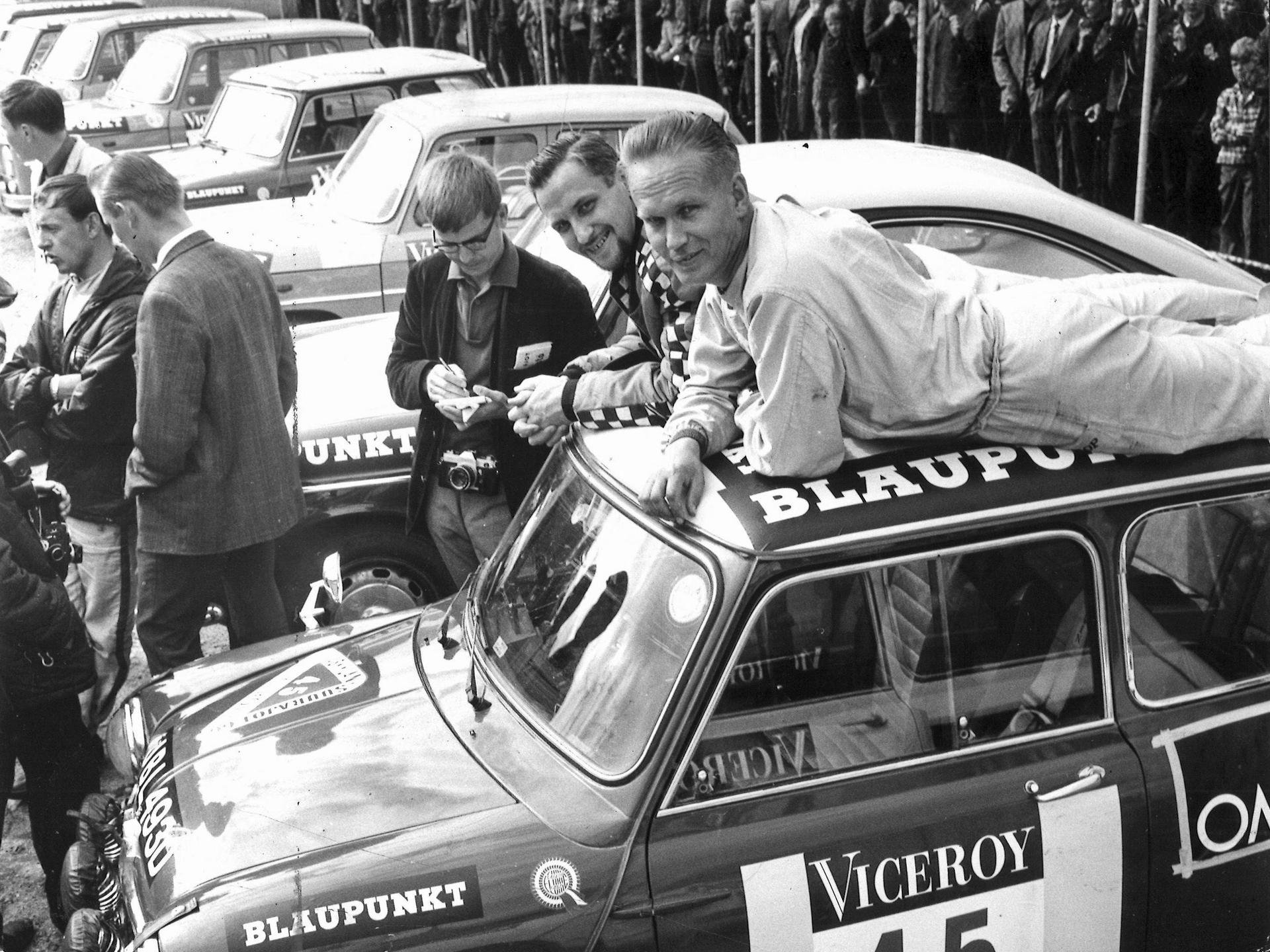
Timo Makinen podczas wygranego 16. Jyväskylän Suurajot - Rally of 1000 Lakes

Sezon Rajdowych Mistrzostw Europy 1966 był 14 sezonem Rajdowych Mistrzostw Europy (FIA European Rally Championship). Składał 14 rajdów, rozgrywanych w Europie.
W sezonie 1966 mistrzostwa Europy w rajdach rozgrywano z podziałem na trzy kategorie:
- Kategoria 1 - samochody produkowane powyżej 5000 sztuk w kolejnych 12 miesiącach. W kategorii tej nie wolno było stosować jakichkolwiek przeróbek. Samochód musiał być czteromiejscowy.
- Kategoria 2 - samochody produkowane powyżej 1000 sztuk w kolejnych 12 miesiącach. W kategorii tej dozwolone było stosowanie różnych przeróbek. Samochód musiał być czteromiejscowy.
- Kategoria 3 - samochody produkowane powyżej 500 sztuk w kolejnych 12 miesiącach. W kategorii tej dozwolone było stosowanie różnych przeróbek, ponadto samochód mógł być dwumiejscowy.

## Kalendarz[2]
| Runda | Data            | Nazwa rajdu                                               | Zwycięzca           | Wyniki |
| ----- | --------------- | --------------------------------------------------------- | ------------------- | ------ |
| 1     | 14-20 stycznia  | 35. Rallye Automobile de Monte-Carlo                      | Pauli Toivonen      | Wyniki |
| 2     | 13-14 lutego    | 17. KAK Rallyt                                            | Åke Andersson       | Wyniki |
| 3     | 24-27 lutego    | 6. Rally dei Fiori                                        | Leo Cella           | Wyniki |
| 4     | 25-28 kwietnia  | 18. Internationale Tulpenrallye                           | Rauno Aaltonen      | Wyniki |
| 5     | 12-15 maja      | 37. Int. Österreichische Alpenfahrt                       | Paddy Hopkirk       | Wyniki |
| 6     | 26-29 maja      | 14. Rajd Akropolu                                         | Bengt Söderström    | Wyniki |
| 7     | 10-12 czerwca   | 35. Rallye de Genève                                      | Gilbert Staepelaere | Wyniki |
| 8     | 1-3 lipca       | 7. Rajd Wełtawy                                           | Rauno Aaltonen      | Wyniki |
| 9     | 14-16 lipca     | 17. Int. AvD-Rallye Nordrhein-Westfalen Deutschlandrallye | Günther Klass       | Wyniki |
| 10    | 3-6 sierpnia    | 26. Rajd Polski                                           | Tony Fall           | Wyniki |
| 11    | 19-21 sierpnia  | 16. Jyväskylän Suurajot - Rally of 1000 Lakes             | Timo Mäkinen        | Wyniki |
| 12    | 5-9 września    | 27. Coupe des Alpes                                       | Jean Rolland        | Wyniki |
| 13    | 6-9 październik | 4. Int. 3-Städte Rallye München-Wienna-Budapest           | Timo Mäkinen        | Wyniki |
| 14    | 19-25 listopada | 15. RAC Rally                                             | Bengt Söderström    | Wyniki |

## Klasyfikacja kierowców[3]
| Miejsce     | Kierowca           | Samochód          |
| Kategoria 1 |                    |                   |
| 1           | Lillebror Nasenius | Opel Rekord       |
| Kategoria 2 |                    |                   |
| 1           | Sobiesław Zasada   | Steyr Puch 660 TR |
| 2           | Timo Mäkinen       | BMC Mini Cooper S |
| Kategoria 3 |                    |                   |
| 1           | Günter Klass       | Porsche 911       |